# Бернардус Крон
Бернардус Крон (нід. Bernardus Croon, 11 травня 1886 — 30 січня 1960) — нідерландський академічний веслувальник.
Бронзовий призер Олімпійських Ігор 1908 року в складі розпашної четвірки без стернового.